# Saint-Christophe (Creuse)
Saint-Christophe – miejscowość i gmina we Francji, w regionie Nowa Akwitania, w departamencie Creuse.
Według danych na rok 1990 gminę zamieszkiwały 133 osoby, a gęstość zaludnienia wynosiła 17 osób/km² (wśród 747 gmin Limousin Saint-Christophe plasuje się na 486. miejscu pod względem liczby ludności, natomiast pod względem powierzchni na miejscu 600.).